# Aristomaque (Héraclide)
Pour les articles homonymes, voir Aristomaque.
Aristomaque (en grec ancien Ἀριστόμαχος / Aristomachos) est, dans la mythologie grecque, le fils de Cléodaios, fils de Hyllos, lui-même fils d'Héraclès (appartenant donc aux Héraclides) et le père de Cresphontès, Aristodème et Téménos. Homère et Hésiode parlent peu d’Aristomaque. Hérodote indiqua que des poètes avaient célébré leurs exploits mais dont les récits étaient limités surtout après celui de la mort d'Héraclès. L’histoire fut glorifiée par les tragédiens grecs, eux-mêmes inspirés par les légendes locales.

## Mythe
Participant au retour des Héraclides dans le Péloponnèse, Cresphontès obtient la Messénie en recourant à la ruse lors du partage de la péninsule. Chez Apollodore, le Péloponnèse est divisé en trois lots, Argos, Lacédémone et Messène, et un tirage au sort est effectué. Téménos et les fils d’Aristodème jettent chacun un caillou dans une urne remplie d’eau, tandis que Cresphontès y jette une motte de terre humide. Au contact de l’eau, la terre se désagrège, seuls les deux cailloux ressortent, ce qui fait que le dernier lot (Messène) échoit à Cresphontès.

## Histoire
Pausanias offre un récit similaire mais avec quelques variantes : Cresphontès s’entend avec Téménos pour obtenir la Messénie. Téménos joue le rôle d’arbitre entre Cresphontès et les fils d’Aristodème, et met dans une urne remplie d'eau deux boules, une de terre cuite pour le premier et une de terre séchée pour les seconds. La terre séchée se désagrège et seule ressort la boule de Cresphontès, qui peut choisir son lot. Les Héraclides avaient construit, sur l’avis d’un oracle, une flotte à Naupacte, mais avant de partir, Aristodème fut foudroyé par Zeus ou tué par Apollon et la flotte fut détruite. De fait, ce serait une vengeance pour le meurtre d’un acarnanien par l’un d'eux. L’oracle bannit donc Téménos pour dix ans, pour que les Héraclides expient le crime. À son retour à Naupacte, Téménos rencontra Oxylos, un Étolien qui avait perdu un œil après une chute de cheval, et le pressa d’entrer à son service. Les Héraclides réparèrent leurs navires et naviguèrent vers Antirion, vers Río, en Achaïe, région du Péloponnèse.
Une bataille décisive a lieu contre Tisamène, le fils d’Oreste, chef de la péninsule, qui fut défait et tué. Les Héraclides devinrent maîtres d’une grande partie du Péloponnèse, et procédèrent à la distribution des territoires entre eux par lots. Argos échut à Téménos.
La conquête du Péloponnèse par les Doriens, communément appelée le « Retour des Héraclides », est une représentation de la puissance retrouvée de la gente issue d'Héraclès, leur ancêtre et héros grec. Cette invasion mythique ne serait qu’une version légendée de l’invasion conjointe des Doriens et des Étoliens, fuyant leur ancien oppresseur au nord, les Thessaliens.